# Tommy Price
För den amerikanske trummisen, se Thomas Price
Tommy Price, född 2 december 1911, död 1998, var en brittisk speedwayförare som blev världsmästare 1949 och han var därmed den första världsmästaren i speedway efter andra världskrigets slut.